# Adalgisa Colombo
Adalgisa Colombo Teruzkin (Rio de Janeiro, 11 de janeiro de 1940 – Rio de Janeiro, 17 de janeiro de 2013) foi a Miss Brasil 1958.
Filha do italiano Edoardo Eugenio Colombo e da carioca Percília Olga Ferreira, cresceu no bairro de Botafogo e estudou no Liceu Franco-Brasileiro de Laranjeiras.
Atuou em 1956 no filme Com Água na Boca, no papel de Teresinha. Foi a primeira representante do Distrito Federal, atual Rio de Janeiro, a ser coroada Miss Brasil, num concurso realizado em 1958 no próprio Rio de Janeiro. No Miss Universo, realizado nesse ano em Long Beach, Califórnia (Estados Unidos), ficou em segundo lugar, perdendo apenas para Luz Marina Zuluaga. Renunciou durante o reinado por estar de casamento marcado, mas oficialmente é a vencedora do concurso; nenhuma outra candidata a sucedeu até a realização do Miss Brasil 1959. Trabalhou como apresentadora da TV Rio durante a década de 1960, onde apresentou programas diversos, a maioria dirigidos ao público feminino. Em 2004 foi homenageada pelo site Misses do Brasil como a "Miss Brasil Inesquecível", por ocasião dos 50 anos do concurso.
Adalgisa Colombo morreu no Rio de Janeiro aos 73 anos. As causas da morte não foram divulgadas pela família. Seu corpo foi enterrado no Cemitério Israelita de Vilar dos Teles, em Belford Roxo.